# سولوی اشتوبینگ
سولوی اشتوبینگ (: Solvi Stubing؛ ‏ ۱۹ ژانویهٔ ۱۹۴۱ – ۳ ژوئیهٔ ۲۰۱۷) هنرپیشه و مجری تلویزیون اهل آلمان بود که معمولاً در ایتالیا فعالیت میکرد.
از فیلم‌هایی که وی در آن نقش داشته‌است، می‌توان به ماجراهای ژرار، من او را خوب می‌شناختم، ساخت ایتالیا، برهنه برای قاتل و تعطیلات آخر هفته، به سبک ایتالیایی اشاره کرد.